# När Jesus kallade till tjänst
När Jesus kallade till tjänst är en psalm med text skriven 1987 av Daniel Hallberg och musik skriven 1987 av Hans Eckhardt.

## Publicerad i
- Segertoner 1988 som nr 380 under rubriken "Fader, son och ande - Anden, vår hjälpare och tröst".[1]